# 遜咖日記 (2010年電影)
《遜咖日記》（英語：Diary of a Wimpy Kid）是一部2010年美國喜劇電影，改編自同名童書《遜咖日記》。電影由托爾·佛呂登薩爾執導，二十世紀福斯發行。